# Суперкубок Франції з футболу 2015
Суперкубок Франції з футболу 2015 — 39-й розіграш турніру. Матч відбувся 1 серпня між чемпіоном та володарем кубка Франції «Парі Сен-Жермен» та срібним призером чемпіонату «Ліоном». Основний час матчу завершився перемогою «ПСЖ» 2-0. 
| Володар Суперкубка Франції 2015 |
| ------------------------------- |
|                                 |
| «Парі Сен-Жермен» П'ятий титул  |

## Матч

### Деталі
| 1 серпня 2015 |

| «Парі Сен-Жермен»   | 2–0 | «Ліон» |
| ------------------- | --- | ------ |
| Ор'є 11' Кавані 17' |     |        |

| Стад Сапуто, Монреаль, Квебек, Канада Глядачів: 20,057 Арбітр: Матьє Бурдо |

| «Парі Сен-Жермен» | «Ліон» |

| GK         | 16 | Кевін Трапп            |
| RB         | 19 | Серж Ор'є              |
| CB         | 32 | Давід Луїс 81'         |
| CB         | 2  | Тіагу Сілва (c)        |
| LB         | 17 | Максвелл               |
| RM         | 6  | Марко Верратті 60' 70' |
| CM         | 14 | Блез Матюйді           |
| LM         | 25 | Адріан Рабйо           |
| RF         | 9  | Едінсон Кавані 63'     |
| CF         | 10 | Златан Ібрагімович     |
| LF         | 7  | Лукас Моура 82'        |
| Запасні:   |    |                        |
| GK         | 30 | Сальваторе Сірігу      |
| DF         | 5  | Маркіньйос             |
| DF         | 21 | Люка Дінь              |
| MF         | 4  | Бенджамін Стамбулі 70' |
| MF         | 8  | Тьяго Мотта            |
| FW         | 15 | Жан-Крістоф Баебек 82' |
| FW         | 29 | Жан-Кевін Огюстен 63'  |
| Тренер:    |    |                        |
| Лоран Блан |    |                        |

| GK          | 1  | Антоні Лопеш               |
| RB          | 13 | Кристоф Жаллє              |
| CB          | 4  | Бакарі Коне                |
| CB          | 23 | Самюель Умтіті             |
| LB          | 3  | Анрі Бедімо                |
| RM          | 12 | Жордан Феррі 79'           |
| CM          | 21 | Максим Гоналон (c) 37' 64' |
| LM          | 8  | Корентен Толіссо           |
| RF          | 25 | Яссін Бенз'я 67'           |
| CF          | 10 | Александр Ляказетт         |
| LF          | 9  | Клаудіо Бовю               |
| Запасні:    |    |                            |
| GK          | 16 | Люка Мосьйо                |
| DF          | 15 | Жеремі Морель              |
| DF          | 22 | Ліндсе Роз                 |
| MF          | 11 | Рашид Геззаль 67'          |
| MF          | 17 | Стід Мальбранк 79'         |
| MF          | 28 | Арнольд Мвуемба            |
| MF          | 32 | Закарі Лабіді              |
| Тренер:     |    |                            |
| Юбер Фурньє |    |                            |

| Регламент матчу - 90 хвилин - Пенальті у разі необхідності - Сім запасних - Шість замін |